# Giovanni Del Rio
Giovanni Del Rio (Sindia, 12 maggio 1925 – Sindia, 1º gennaio 2015) è stato un politico italiano, la cui attività è legata prevalentemente alla Sardegna.

## Biografia
Laureato in giurisprudenza, ha militato fin da giovanissimo nella Democrazia Cristiana ed ha aderito alla corrente fanfaniana.
A 28 anni è divenuto consigliere regionale della Sardegna.
Assessore regionale del Lavoro nella terza giunta Crespellani, ha ricoperto più volte la carica di assessore regionale (Lavoro, Trasporti, Lavori Pubblici, Agricoltura, Enti Locali, Bilancio, Industria) e di presidente della giunta (1967-1969; 1969; 1973-1974; 1974-1976).
Nel 1976, dimessosi dalla carica di presidente della giunta, è stato eletto deputato al Parlamento italiano, venendo riconfermato nel 1979. Nel corso di queste legislature ha ricoperto gli incarichi di sottosegretario alla Pubblica istruzione, alla Presidenza del Consiglio dei Ministri (con delega alla Pubblica amministrazione) e ai Trasporti rispettivamente nel terzo, quarto e quinto governo Andreotti e alla Difesa nel primo Governo Cossiga.
Successivamente viene nominato consigliere della Corte dei conti, divenendone presidente della sezione di controllo per la Sardegna fino alla pensione, nel 1997.
Nel 2005, assieme ad un gruppo di amici, fonda l'Associazione Nino Carrus, in memoria di Giovanni Carrus, per ricordare – attraverso attività di natura politica e culturale – la sua figura, raccogliendo in modo sistematico i fatti rilevanti che hanno caratterizzato la sua figura di uomo politico e di cultura durante la sua attività parlamentare, di amministratore locale e di docente nelle università sarde, nonché di promuovere attività di studio e di ricerca politico-culturale con particolare attenzione alla formazione delle giovani generazioni.